# Euarenal
Euarenal – nadwodny pas arenalu, czyli strefy przybrzeżnego wilgotnego piasku znajdującego się poza zasięgiem fal. Obszar ten zachowuje wilgoć dzięki podsiąkaniu wody z przyległego zbiornika. Jest to środowisko astatyczne zasiedlane przez organizmy eupsammonowe.
W strefie euarenalu obserwuje się zjawisko parowania wilgoci z powierzchni piasku co może prowadzić do wzrostu stężenia soli mineralnych.